# Monkey Bay (flygplats)
Monkey Bay är en flygplats i Malawi. Den ligger i distriktet Mangochi District och regionen Southern Region, i den sydöstra delen av landet, öster om Monkey Bay vid Malawisjön. Monkey Bay ligger 474 meter över havet.
Terrängen runt Monkey Bay är platt åt sydost, men åt nordväst är den kuperad.